# Coppa San Geo
La Coppa San Geo est une course cycliste italienne disputée dans la province de Brescia. De 2007 à 2009, elle fait partie de l'UCI Europe Tour en catégorie 1.2.

## Palmarès
| Année | Vainqueur                 | Deuxième                     | Troisième               |
| ----- | ------------------------- | ---------------------------- | ----------------------- |
| 1925  | Pietro Cevini             | Vittorio Bendoni             | Angelo Marchesi         |
| 1926  | Francesco Margaroli       | Libero Errante               | Aldo Bertolotti         |
| 1927  | Michele Mara              | Aleardo Menegazzi            | Mino Mainetti           |
| 1928  | Mario Bianchi             | Alessandro Catalani          | Piero Bauducco          |
| 1929  | Severino Canavesi         | Learco Guerra                | Enrico Bovet            |
| 1930  | Andrea Minasso            | Pierino Ferioli (it)         | Aimone Altissimo        |
| 1931  | Alfredo Bovet             | Severino Canavesi            | Carlo Romanatti         |
| 1932  | Emmanuele Migliorini      | Pietro Rimoldi               | Giovanni Cazzulani      |
| 1933  | Giovanni Rossi            | Camillo Erba (it)            | Francesco Magugliani    |
| 1934  | Aldo Canazza              | Enrico Mara (it)             | Alfredo Dinale          |
| 1935  | Isidoro Piubellini (it)   | Osvaldo Bailo                | Antonio Andretta (it)   |
| 1936  | Attilio Morbiatto         | Ivo Mancini                  | Giovanni Piotto         |
| 1937  | Pierino Favalli           | Quirico Bernacchi (it)       | Giovanni Rogora         |
| 1938  | Alfredo Buriani           | Achille Bucco                | Celso Marini            |
| 1939  | Oreste Conte              | Spirito Godio                | Giuseppe Galimberti     |
| 1940  | Oreste Sartori            | Carlo Ronca                  | Edgardo Scappini (it)   |
| 1941  | Oreste Conte              | Andrea Giacometti            | Claudio Goretti         |
| 1942  | Elio Bertocchi            | Giovanni Capuzzi             | Nino Ronco              |
| 1943  | Umberto Nava              | Nino Ronco                   | Giovanni Pinarello      |
| 1944  | Luigi Mutti               | Diego Marabelli              | Luigi Valotti           |
| 1945  | Michele Motta             | Aldo Baito                   | Alessandro Gamba        |
| 1946  | Luigi Casola              | Carlo Moscardini             | Italo De Zan            |
| 1947  | Giuseppe Molinari         | Silvio Pedroni               | Fiorenzo Crippa         |
| 1948  | Dino Lambertini           | Renzo Cerati                 | Romano Corradini        |
| 1949  | Guido Bernardi            | Francesco Ferrari            | Vincenzo Papetti        |
| 1950  | Gino Filippini            | Enrico Gandolfi              | Rinaldo Breschi         |
| 1951  | Addo Kazianka             | Francesco Lucchesi           | Giorgio Pavesi          |
| 1952  | Giosafatte Lamera         | Franco Manenti               | Eolo Pesci              |
| 1953  | Vasco Modena (it)         | Adriano Zamboni              | Ilario Giacobbi         |
| 1954  | Giovanni Ranieri          | Otello Gola                  | Giuseppe Cappagli       |
| 1955  | Rino Bagnara              | Giuseppe Calvi               | Isidoro Martinelli      |
| 1956  | Alfredo Zagano (it)       | Gino Bagnoli                 | Bartolo Bolsi           |
| 1957  | Vittorio Poiano           | Pietro Musone                | Giosafatte Lamera       |
| 1958  | Claudio Luzzini           | Enzo Paolini                 | Giacomo Grioni          |
| 1959  | Pietro Musone             | Antonio Bailetti             | Giovanni Bettinelli     |
| 1960  | Franco Cribiori           | Attilio Porteri              | Marino Vigna            |
| 1961  | Vittorio Adorno           | Dialma Lovo                  | Ennio Zerbinati         |
| 1962  | Gianni Bisesti            | Severino Andreoli            | Sergio Alzani           |
| 1963  | Primo Nardello (it)       | Enzo Paolini                 | Eligio Albizzati        |
| 1964  | Bruno Bodei               | Giancarlo Visigalli          | Adriano Amici           |
| 1965  | Giancarlo Visigalli       | Renato Bottazzini            | Carlo Bozzi             |
| 1966  | Bruno Vittiglio (it)      | Carlo Galazzi                | Mino Denti              |
| 1967  | Luigi Borghetti           | Antonio Carniel              | Carlo Galazzi           |
| 1968  | Franco Cortinovis         | Ernesto Donghi               | Gianni Fusar Imperatore |
| 1969  | Erasmo Cogliati           | Enzo Trevisian               | Guido Lussignoli        |
| 1970  | Agostino Bertagnoli       | Vittorio Scremin             | Marino Fusar Poli       |
| 1971  | Ezio Cardi (en)           | Guido Lussignoli             | Aldo Parecchini         |
| 1972  | Alfio Monfredini          | Giuliano Fontana (it)        | Franco Orante           |
| 1973  | Alfiero Di Lorenzo        | Livio Mazzola                | Adriano Bonardi         |
| 1974  | Edoardo Tosetto           | Gennaro Alfano               | Flavio Pezzotta         |
| 1975  | Orfeo Pizzoferrato        | Luigi Fossati                | Dino Porrini            |
| 1976  | Giorgio Casati            | Walter Prandi                | Fabrizio Vitali         |
| 1977  | Damiano Marcoli           | Mario Gozzolini              | Fulvio Maganza          |
| 1978  | Fiorenzo Scalfi           | Fulvio Gandini               | Antonio Saronni         |
| 1979  | Daniele Caroli            | Giorgio Zanotti              | Maurizio Mandelli       |
| 1980  | Silvestro Giovanni Milani | Moreno Argentin              | Flavio Zappi            |
| 1981  | Maurizio Orlandi          | Giovanni Spiranelli          | Alberto Zanaboni        |
| 1982  | Davide Retroni            | Claudio Calloni              | Mirko Negro             |
| 1983  | Vincenzo Colpani          | Eros Poli                    | Luigi Giovenzana        |
| 1984  | Roberto Pagnin            | Hans Daams                   | Luigi Giovenzana        |
| 1985  | Luigi Giovenzana          | Claudio Bestetti             | Giuseppe Brignoli       |
| 1986  | Dario Rando (it)          | Marco Botta                  | Giovanni Fidanza        |
| 1987  | Ettore Badolato           | Johnny Carera                | Alberto Destro          |
| 1988  | Giovanni Fidanza          | Johnny Carrera               | Angelo Denti            |
| 1989  | Alberto Destro            | Rodolfo Galli                | Giuseppe Citterio       |
| 1990  | Gianvito Martinelli (nl)  | Gianbattista Bardelloni (it) | Massimo Strazzer        |
| 1991  | Rosario Fina              | Walter Castignola (nl)       | Fabrizio Tarchini       |
| 1992  | Fabian Hannich            | Fausto Oppici                | Alberto Destro          |
| 1993  | Simone Rebellin (nl)      | Alberto Destro               | Simone Tomi             |
| 1994  | Paolo Cadenotti           | Luca Prada                   | Federico Tozzo          |
| 1995  | Alberto Destro            | Sergio Previtali             | Flavio Zandarin         |
| 1996  | Mirco Marini              | Roberto Savoldi              | Alessio Bongioni        |
| 1997  | Matteo Frutti             | Alessandro Dancelli          | Paolo Bossoni           |
| 1998  | Alessandro Rota           | Nicola Chesini               | Domenico Gualdi (it)    |
| 1999  | Roberto Savoldi           | Marco Zanotti                | Nicola Chesini          |
| 2000  | Cristian Bianchini        | Cristiano Parrinello         | Simone Cadamuro         |
| 2001  | Alberto Loddo             | Antonio Palumbo              | Stijn Vanstraelen       |
| 2002  | Giacomo Montanari         | Antonio Bucciero             | Marco Menin             |
| 2003  | Angelo Ciccone            | Roberto Berein               | Stefano Marengo         |
| 2004  | Michele Maccanti (it)     | Elia Rigotto                 | Paride Grillo           |
| 2005  | Roberto Traficante        | Maurizio Girardini (de)      | Matteo Priamo           |
| 2006  | Roberto Ferrari           | Antonio Bucciero             | Salvatore Mancuso       |
| 2007  | Hrvoje Miholjević         | Ermanno Capelli              | Davide Ricci Bitti      |
| 2008  | Michele Merlo             | Andrea Grendene              | Sacha Modolo            |
| 2009  | Davide Cimolai            | Maciej Paterski              | Salvatore Mancuso       |
| 2010  | Marco Zanotti             | Stefano Locatelli            | Nicola Ruffoni          |
| 2011  | Renzo Zanelli             | Marco Zanotti                | Sonny Colbrelli         |
| 2012  | Daniele Cavasin           | Nicola Boem                  | Michele Foppoli         |
| 2013  | Matteo Collodel           | Nicola Gaffurini             | Ricardo Pichetta        |
| 2014  | Alberto Tocchella         | Marlen Zmorka                | Nicolas Marini          |
| 2015  | Davide Ballerini          | Lorenzo Rota                 | Davide Martinelli       |
| 2016  | Michele Gazzara           | Fausto Masnada               | Oliviero Troia          |
| 2017  | Leonardo Bonifazio        | Damiano Cima                 | Andrea Toniatti         |
| 2018  | Filippo Tagliani          | Giovanni Lonardi             | Matteo Furlan           |
| 2019  | Emanuele Pizzo            | Filippo Rocchetti            | Samuele Zambelli        |
| 2020  | Enrico Zanoncello         | Filippo Bertone              | Francesco Di Felice     |
| 2021  | Davide Persico            | Samuele Zambelli             | Tommaso Fiaschi         |
| 2022  | Samuele Zambelli          | Matthew Kingston             | Davide Persico          |
| 2023  | Davide Persico            | Alberto Bruttomesso          | Andrea D'Amato          |
| 2024  | Bryan Olivo               | Davide Donati                | Giovanni Bortoluzzi     |
| 2025  | Matteo Ambrosini          | Cristian Remelli             | Giovanni Bortoluzzi     |